# Нове-Игане
Нове-Игане (пол. Nowe Iganie) — село в Польше в составе гмины (волости) Седльце Седлецкого повята, Мазовецкого воеводства.
Расположено на востоке центральной части Польши в 5 км от центра г. Седльце на р. Мухавка и 81 км от Варшавы.
Население 1162 человека (2005).
Через село проходит международная автотрасса E30 Корк - Омск.
10 апреля 1831 года во время польского восстания 1830-1831 года близ села произошло крупное сражение между русской и польской армиями в ходе которой русским было нанесено поражение. Это сражение стало последней крупной победой Польши в ходе этого конфликта.
В селе установлен памятник в честь сражения при Игане, открытый в 1931 году.